# Tuman (hudební skupina)
Tuman je maďarská black metalová kapela založená v roce 2002 ve městě Szeged dvojicí hudebníků s pseudonymy Shadow a Dim. Název je uváděn v ruštině jako Туман, znamená v překladu mlha.

Mezi oblíbená témata kapely patří satanismus, Transylvánie, temnota, nenávist. Na bookletu alba Loquitur Cum Alqo Sathanas z roku 2007 označuje svou tvorbu jako „True Carpathian black metal“ (pravý karpatský black metal).
První demo Beginning of the End vyšlo v roce 2003, debutové studiové album s názvem Transylvanian Dreams v roce 2005 u německého vydavatelství No Colours Records.

## Diskografie
Dema
- Beginning of the End (2003)
- Funeral Fog (2004)

Studiová alba
- Transylvanian Dreams (2005)
- Loquitur Cum Alqo Sathanas (2007)
- The Past Is Alive (2014)
- Zuhanás (2017)

Split nahrávky
- Storm of the Shallow Voices (2005) – split 7" vinyl společně se švédskou kapelou Necroplasma
- True Carpathian Black Metal Assault: Live Tape 2007 (2007) – 2 split audiokazety společně s kapelami Dusk a Diecold